# Айетское бокситовое месторождение
Айетское (Восточно-Аятское) бокситовое месторождение (каз. Әйет боксит кені) — месторождение бокситов на территории Тарановского района, Костанайской области. 
Бокситы залегают в мезозойских отложениях платформенного чехла на глубине 15—48 м. Рудные тела линзовидные, гнездообразные, мощность 5,1—25,3 м, длина 50—600 м, ширина 50—350 м. В составе руды 39—52% оксида алюминия (Аl2O3), 7—19% оксида кремния (SiO2). Сырьевая база Павлодарского алюминиевого завода.